# Bob Gay
Pour les articles homonymes, voir Gay.
Robert Bob Gay est un compositeur-arrangeur-orchestrateur belge, né à Bruxelles le 14 juillet 1928. 
Au cours de sa carrière il écrit de nombreuses œuvres pour piano, musique de chambre et « hafabra » (harmonie, fanfare, brassband), éditées par les labels H. Brauer, Hafabra-Music, Molenaar.